# Arabianranta
Arabianranta es el distrito y también la zona residencial de más rápido crecimiento de la ciudad de Helsinki, Finlandia. Está cerca de la antigua Helsingfors que el rey Gustavo I de Suecia fundara, y que después se movería algunos kilómetros al sur para mejorar las condiciones portuarias de la ciudad. Arabianranta también es la sede de una famosa fábrica de cerámica. 
El distrito de Arabianranta está localizado en la bahía de Hämeentie. Los autobuses y tranvías que pasan por la zona frecuentemente tardan alrededor de diez minutos en llegar al centro de la ciudad.

## Geografía
El área está construida alrededor de un parque a lo largo de la línea de costa, que se extiende desde Sörnäinen a la desembocadura del río Vantaanjoki, en la ciudad de Helsinky. 

## Historia
El proyecto Arabianranta cubre un área originalmente ocupada por la Arabia fábrica de cerámica fundada en 1874.  El desarrollo de Arabianranta como es ahora se inició en 1980, cuando se decidió densificar mediante nuevas construcciones en la zona marítima sin resolver. A principios de la década de 1990 se inició el planeamiento. El área fue un reto porque el suelo era principalmente rellenos no aptos para la construcción. En el año 1995 fue firmada una carta de intenciones para que se convirtiese en el principal centro de diseño en la zona del mar Báltico. En el año 2010 Saudita es una ciudad de la nueva era con 10 000 habitantes, posee 5000 puestos de trabajo y cabida para educar a 6000 estudiantes.

## Ciudad tecnológica
Se trata, en concreto, del primer experimento a nivel mundial de comunidad inalámbrica integral. Cuando empiece a funcionar, su población estará constantemente conectada a una red a través de teléfonos celulares, palmtops, PCs y televisores que permitirán monitoriar activamente, durante las 24 horas del día.